# Луистаун (Пенсилванија)
Луистаун (енгл. Lewistown) град је у америчкој савезној држави Пенсилванија.

## Демографија
По попису из 2010. године број становника је 8.338, што је 660 (-7,3%) становника мање него 2000. године.
| Група             | 2000.         | 2010.         |
| Белци             | 8.714 (96,8%) | 7.779 (93,3%) |
| Афроамериканци    | 86 (1,0%)     | 127 (1,5%)    |
| Азијати           | 26 (0,3%)     | 27 (0,3%)     |
| Хиспаноамериканци | 102 (1,1%)    | 256 (3,1%)    |
| Укупно            | 8.998         | 8.338         |